# 日期
在日曆中，日期是一個在曆法中特定的日子。日期可以幫助我們表示一個指定的日子。我們可以計算出兩個日期的距離，例如在公曆裏，"2025年3月24日"在"2025年3月14日"十日後。一個事件的發生日期取決於UTC偏移量。例如在1941-12-07T18:18Z開始的珍珠港事件在夏威夷時間（UTC-10:30）裏發生於12月7日，但在日本標準時間（UTC+09:00）裏是在12月8日發生的。